# Beila (Guiné)
Beila (em francês: Beyla) é uma cidade guineana situada na região de Zerecoré e prefeitura de Beila. Possui área de 427 quilômetros quadrados e tinha, em 2014, 32 212 habitantes.